# Aire d'attraction d'Amiens
L'aire d'attraction d'Amiens est un zonage d'étude défini par l'Insee pour caractériser l’influence de la commune d'Amiens sur les communes environnantes. Publiée en octobre 2020, elle se substitue à l'aire urbaine d'Amiens, qui comportait 254 communes dans le zonage de 2010.

## Définition
L'aire d'attraction d'une ville est composée d’un pôle, défini à partir de critères de population et d’emploi ainsi que d’une couronne constituée des communes dont au moins 15 % des actifs travaillent dans le pôle. Le pôle d’attraction constitue ainsi un point de convergence des déplacements domicile-travail,.

## Géographie
L’aire d'attraction d'Amiens est une aire inter-départementale qui comporte 369 communes : 359 situées dans la Somme, 7 dans le Pas-de-Calais et 3 dans l'Oise. 

### Carte

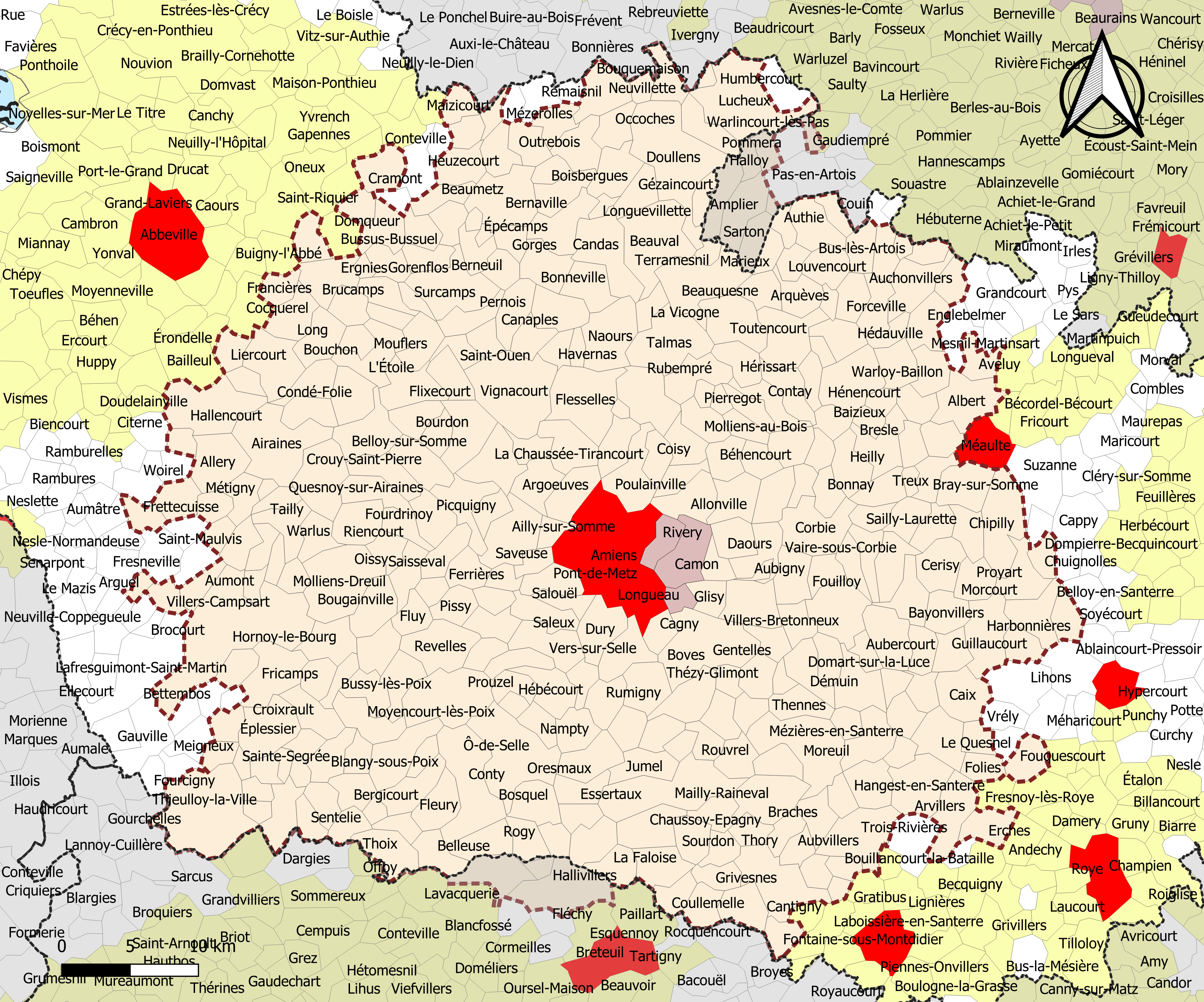
Carte de l'aire d'attraction d'Amiens.
Commune-centre
Commune du pôle principal
Commune de la couronne

### Composition communale
| Catégorie                  | Département   | Communes | Communes |
| Catégorie                  | Département   | Nombre   | Libellé |
| -------------------------- | ------------- | -------- | --- |
| Commune-centre             | Somme         | 1        | Amiens. |
| Communes du pôle principal | Somme         | 3        | Camon, Longueau, Rivery. |
| Communes de la couronne    | Somme         | 355      | Acheux-en-Amiénois, Ailly-le-Haut-Clocher, Ailly-sur-Noye, Ailly-sur-Somme, Airaines, Albert, Allery, Allonville, Argœuves, Arguel, Arquèves, Arvillers, Aubercourt, Aubigny, Aubvillers, Auchonvillers, Aumont, Autheux, Authie, Authieule, Avelesges, Aveluy, Bacouel-sur-Selle, Baizieux, Barly, Bavelincourt, Bayonvillers, Beaucourt-en-Santerre, Beaucourt-sur-l'Hallue, Beaufort-en-Santerre, Beaumetz, Beauquesne, Beauval, Béhencourt, Belleuse, Belloy-Saint-Léonard, Belloy-sur-Somme, Bergicourt, Bernaville, Berneuil, Bertangles, Berteaucourt-les-Dames, Berteaucourt-lès-Thennes, Bertrancourt, Bettencourt-Rivière, Bettencourt-Saint-Ouen, Blangy-sous-Poix, Blangy-Tronville, Boisbergues, Bonnay, Bonneville, Bosquel, Bouchon, Bougainville, Bouillancourt-la-Bataille, Bouquemaison, Bourdon, Bouzincourt, Bovelles, Boves, Braches, Brassy, Breilly, Bresle, Brévillers, Briquemesnil-Floxicourt, Brucamps, Buire-sur-l'Ancre, Bus-lès-Artois, Bussy-lès-Daours, Bussy-lès-Poix, Cachy, Cagny, Caix, Camps-en-Amiénois, Canaples, Candas, Cardonnette, Caulières, Cavillon, Cayeux-en-Santerre, Cerisy, La Chaussée-Tirancourt, Chaussoy-Epagny, Chipilly, Chirmont, Chuignolles, Clairy-Saulchoix, Cocquerel, Coisy, Colincamps, Condé-Folie, Contay, Contre, Conty, Corbie, Cottenchy, Coullemelle, Courcelles-au-Bois, Courcelles-sous-Moyencourt, Courcelles-sous-Thoix, Cramont, Creuse, Croixrault, Crouy-Saint-Pierre, Daours, Démuin, Dernancourt, Domart-en-Ponthieu, Domart-sur-la-Luce, Domesmont, Dommartin, Domqueur, Doullens, Dreuil-lès-Amiens, Dromesnil, Dury, Englebelmer, Épécamps, Éplessier, Équennes-Éramecourt, Erches, Ergnies, Esclainvillers, Essertaux, Estrées-sur-Noye, Étinehem-Méricourt, L'Étoile, Étréjust, La Faloise, Famechon, Ferrières, Fienvillers, Flers-sur-Noye, Flesselles, Fleury, Flixecourt, Fluy, Folies, Folleville, Fontaine-sur-Somme, Forceville, Fossemanant, Fouencamps, Fouilloy, Fourdrinoy, Framerville-Rainecourt, Francières, Franqueville, Fransu, Fransures, Franvillers, Fréchencourt, Frémontiers, Fresnoy-au-Val, Fresnoy-en-Chaussée, Frettecuisse, Fricamps, Gentelles, Gézaincourt, Glisy, Gorenflos, Gorges, Grattepanche, Grivesnes, Grouches-Luchuel, Guignemicourt, Guillaucourt, Guizancourt, Guyencourt-sur-Noye, Hailles, Hallencourt, Hallivillers, Halloy-lès-Pernois, Le Hamel, Hamelet, Hangard, Hangest-en-Santerre, Hangest-sur-Somme, Harbonnières, Harponville, Havernas, Hébécourt, Hédauville, Heilly, Hem-Hardinval, Hénencourt, Hérissart, Herleville, Hescamps, Heucourt-Croquoison, Heuzecourt, Hornoy-le-Bourg, Ignaucourt, Jumel, Lachapelle, Lahoussoye, Laleu, Lamotte-Brebière, Lamotte-Warfusée, Lanches-Saint-Hilaire, Laviéville, Lawarde-Mauger-l'Hortoy, Léalvillers, Liercourt, Ô-de-Selle, Long, Longpré-les-Corps-Saints, Longuevillette, Louvencourt, Louvrechy, Lucheux, Mailly-Maillet, Mailly-Raineval, Maison-Roland, Maizicourt, Malpart, Marcelcave, Marestmontiers, Marieux, Meigneux, Le Meillard, Méréaucourt, Mérélessart, Méricourt-l'Abbé, Méricourt-en-Vimeu, Le Mesge, Métigny, Mézerolles, Mézières-en-Santerre, Millencourt, Mirvaux, Molliens-au-Bois, Molliens-Dreuil, Monsures, Montagne-Fayel, Montigny-sur-l'Hallue, Montigny-les-Jongleurs, Montonvillers, Fieffes-Montrelet, Morcourt, Moreuil, Morisel, Morlancourt, Mouflers, Moyencourt-lès-Poix, Namps-Maisnil, Nampty, Naours, La Neuville-Sire-Bernard, Neuvillette, Occoches, Oissy, Oresmaux, Outrebois, Pernois, Picquigny, Pierregot, Trois-Rivières, Pissy, Plachy-Buyon, Le Plessier-Rozainvillers, Poix-de-Picardie, Pont-de-Metz, Pont-Noyelles, Poulainville, Prouville, Prouzel, Proyart, Puchevillers, Querrieu, Le Quesnel, Quesnoy-sur-Airaines, Quevauvillers, Quiry-le-Sec, Raincheval, Rainneville, Remiencourt, Revelles, Ribeaucourt, Ribemont-sur-Ancre, Riencourt, Rogy, Rouvrel, Rouvroy-en-Santerre, Rubempré, Rumigny, Sailly-Laurette, Sailly-le-Sec, Sains-en-Amiénois, Saint-Acheul, Saint-Aubin-Montenoy, Saint-Fuscien, Saint-Gratien, Saint-Léger-lès-Authie, Saint-Léger-lès-Domart, Saint-Ouen, Saint-Sauflieu, Saint-Sauveur, Sainte-Segrée, Saint-Vaast-en-Chaussée, Saisseval, Saleux, Salouël, Saulchoy-sous-Poix, Sauvillers-Mongival, Saveuse, Senlis-le-Sec, Sentelie, Seux, Sorel-en-Vimeu, Soues, Sourdon, Surcamps, Tailly, Talmas, Terramesnil, Thennes, Thézy-Glimont, Thieulloy-l'Abbaye, Thieulloy-la-Ville, Thièvres, Thoix, Thory, Toutencourt, Treux, Vadencourt, Vaire-sous-Corbie, Varennes, Vauchelles-lès-Authie, Vauchelles-lès-Domart, Vauvillers, Vaux-en-Amiénois, Vaux-sur-Somme, Vecquemont, Velennes, Vergies, Vers-sur-Selle, La Vicogne, Vignacourt, Ville-le-Marclet, Villers-aux-Érables, Villers-Bocage, Villers-Bretonneux, Villers-Campsart, Villers-sous-Ailly, Villers-Tournelle, Ville-sur-Ancre, Vraignes-lès-Hornoy, Wargnies, Warloy-Baillon, Warlus, Wiencourt-l'Équipée, Yaucourt-Bussus, Yzeux. |
| Communes de la couronne    | Pas-de-Calais | 7        | Amplier, Grincourt-lès-Pas, Halloy, Orville, Pommera, Sarton, Thièvres. |
| Communes de la couronne    | Oise          | 3        | Bonneuil-les-Eaux, Croissy-sur-Celle, Gouy-les-Groseillers. |

## Démographie
Cette aire est catégorisée dans les aires de 200 000 à moins de 700 000 habitants, une catégorie qui regroupe 23,6 % de la population au niveau national,.